# Doradidae
Doradidae é uma família família de peixes-gato comumente chamados de cascarudos, peixe-gato-falante ou peixe-gato-rafael. Os peixes são nativos da América do Sul, principalmente no Brasil, Peru, e Guianas.

## Distribuição
A família ocorre na maiorias das bacias da América do Sul, embora ela esteja ausente nas drenagens do Pacífico e das drenagens costeiras ao sul do rio Prata. 70% das espécies válidas ocorrem na bacia amazônica; o rio Orinoco abriga 22 espécies é o segundo em biodiversidade. Por outro lado, somente duas espécies de doradídeos foram descritas nas bacias do costa leste brasileira: Wertheimeria maculata no rio Jequitinhonha e rio Pardo, e Kalyptodoras bahiensis do rio Paraguaçu.

## Características
Os membros da família são facilmente reconhecidos pela placa nucal que precede a nadadeira dorsal e pelas ossificações bem desenvolvidas na linha lateral que formam um apêndice espinhoso. Tipicamente, também possui barbelas (exceto a nasal), um nadadeira adiposa, e 4-6 raias na nadadeira dorsal com um espinho na raia anterior (primeira). Estes peixes são algumas vezes chamados de "gatos-peixes-falantes" por causa de sua habilidade em produzir som movendo suas nadadeiras peitorais ou vibrações com sua bexiga natatória. O tamanho varia de 3,5 centímetros no gênero Physopyxis a 120 cm e 20 kg no gênero Oxydoras.

## Taxonomia
Em 2007, havia 31 gêneros e 78 espécies nesta família. Wertheimeria é considerado o táxon irmão a todos os outros gêneros. A família é monofilética e contém as subfamílias Platydoradinae, Doradinae, e Astrodoradinae, embora suas relações são em grande parte não resolvidas. Astrodoradinae contém os gêneros Amblydoras, Anadoras, Astrodoras, Hypodoras, Merodoras, Physopyxis, e Scorpiodoras.

### Gêneros
- Acanthodoras Bleeker, 1862
- Agamyxis Cope, 1878
- Amblydoras Bleeker, 1862
- Anadoras Eigenmann, 1925
- Anduzedoras Fernández-Yépez, 1968
- Astrodoras Bleeker, 1862

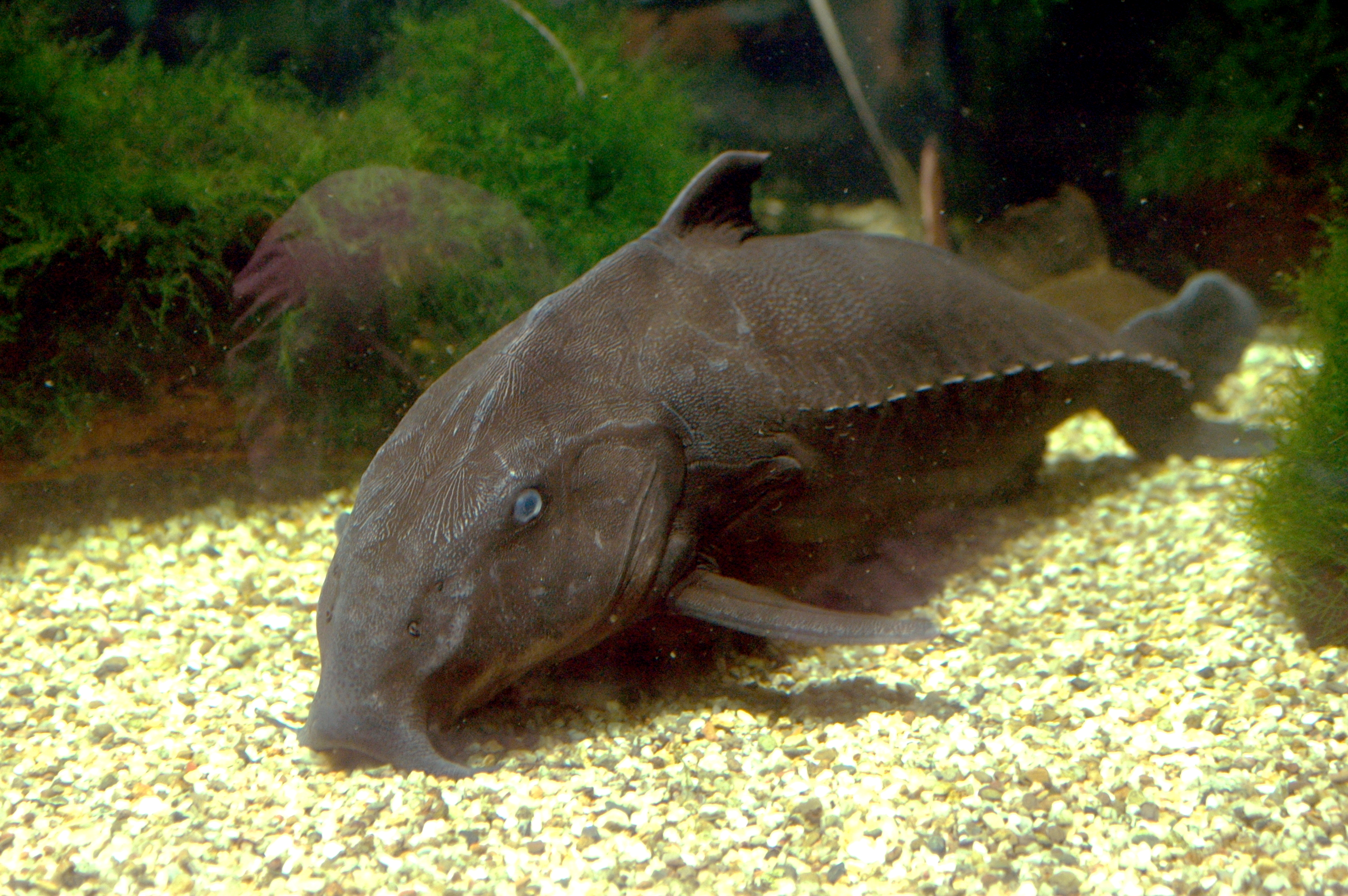
Oxydoras niger

- Centrochir Agassiz in Spix & Agassiz, 1829
- Centrodoras Eigenmann, 1925
- Doraops Schultz, 1944
- Doras Lacepède, 1803
- Franciscodoras Eigenmann, 1925
- Hassar Eigenmann & Eigenmann, 1888
- Hemidoras Bleeker, 1858
- Hypodoras Eigenmann, 1925
- Kalyptodoras Higuchi, Britski & Garavello, 1990
- Leptodoras Boulenger, 1898
- Lithodoras Bleeker, 1862
- Megalodoras Eigenmann, 1925
- Merodoras Higuchi, Birindelli, Sousa & Britski, 2007
- Nemadoras Eigenmann, 1925
- Opsodoras Eigenmann, 1925
- Orinocodoras Myers, 1927
- Oxydoras Kner, 1855
- Physopyxis Cope, 1871
- Platydoras Bleeker, 1862
- Pterodoras Bleeker, 1862
- Rhinodoras Bleeker, 1862
- Rhynchodoras Klausewitz & Rössel, 1961
- Scorpiodoras Eigenmann, 1925
- Trachydoras Eigenmann, 1925
- Wertheimeria Steindachner, 1877